# Ammophila procera
Ammophila procera är en biart som beskrevs av Anders Gustav Dahlbom 1843.
Ammophila procera ingår i släktet Ammophila och familjen grävsteklar. Inga underarter finns listade i Catalogue of Life.

## Bildgalleri

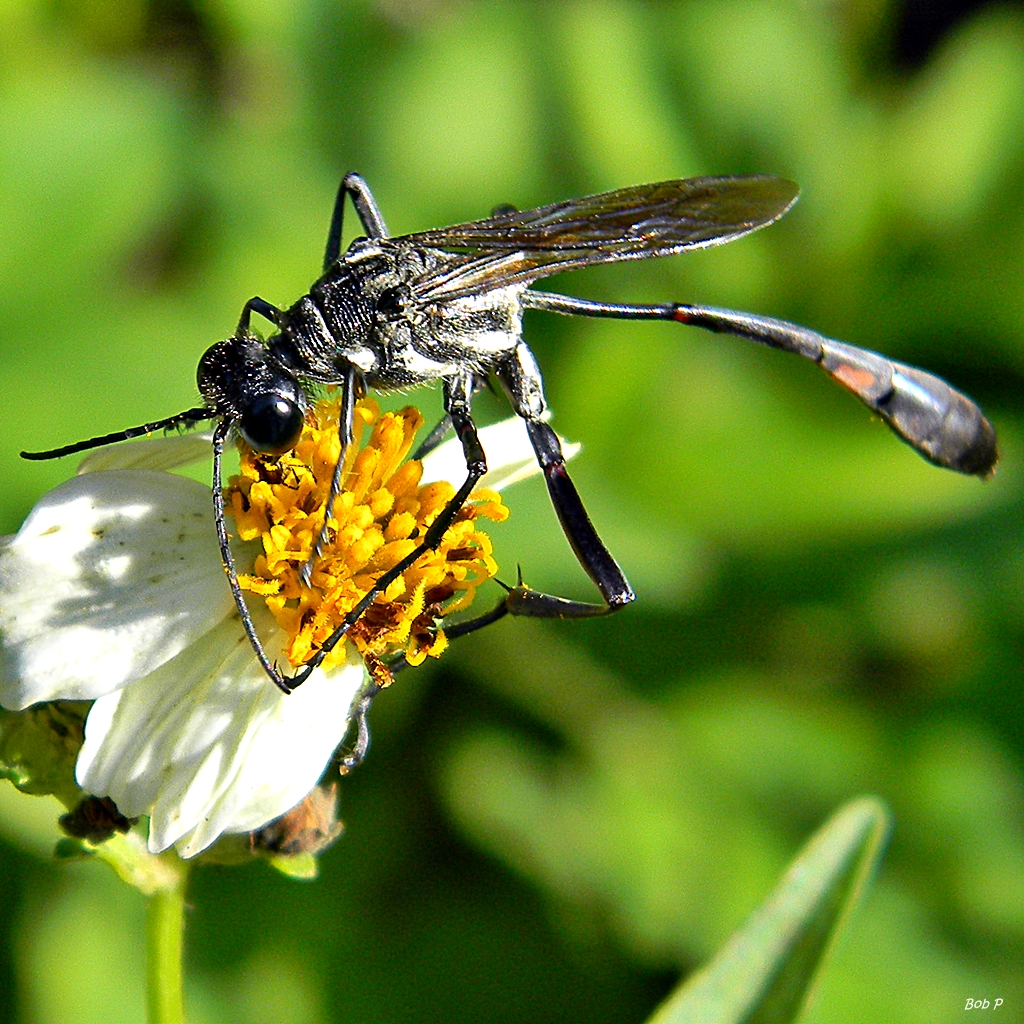